# Новотроицкий сельсовет (Оренбургская область)
Новотроицкий сельсовет — сельское поселение в Октябрьском районе Оренбургской области Российской Федерации.
Административный центр — село Новотроицкое.

## История
9 марта 2005 года в соответствии с законом Оренбургской области № 1921/358-III-ОЗ образовано сельское поселение Новотроицкий сельсовет, установлены границы муниципального образования.

## Население
| 2010 | 2012 | 2013 | 2014 | 2015 | 2016 | 2017 |
| ---- | ---- | ---- | ---- | ---- | ---- | ---- |
| 500  | ↘469 | ↘458 | ↘434 | ↘409 | ↗435 | ↘409 |
| 2018 | 2019 | 2020 | 2021 |      |      |      |
| ↘402 | ↘395 | ↘385 | ↘360 |      |      |      |

## Состав сельского поселения
| № | Населённый пункт | Тип населённого пункта       | Население |
| - | ---------------- | ---------------------------- | --------- |
| 1 | Новотроицкое     | село, административный центр | ↘360      |